# Supercopa Turca de Voleibol Feminino
A Supercopa Turca de Voleibol Feminino é uma competição anual entre clubes de voleibol feminino da Turquia. É organizado pela Federação Turca de Voleibol (FTV).

## Resultados
- Atualizado até outubro de 2023.[2]

## Títulos por clube
| Equipe     | Títulos | Edições                      |
| ---------- | ------- | ---------------------------- |
| Eczacıbaşı | 5       | 2011, 2012, 2018, 2019, 2020 |
| VakıfBank  | 5       | 2013, 2014, 2017, 2021, 2023 |
| Fenerbahçe | 4       | 2009, 2010, 2015, 2022       |